# 西西里的美丽传说
《西西里的美丽传说》（義大利語：Malèna）是一部2000年上映的意大利浪漫主义电影，由莫妮卡·貝魯奇和朱塞佩·蘇法羅主演。电影导演兼编剧是朱賽貝·托納多雷，改编自盧西亞諾·文森佐尼的小说。莫妮卡·贝鲁奇凭借在本片中的性感演出而成为备受国际瞩目的女演员。

## 剧情
影片背景是1940年的西西里岛的宁静小镇，当时意大利对英法盟軍宣战，加入第二次世界大战。女主角玛莲娜的丈夫Nino Scordia参军未归，被认定为死亡。玛莲娜离开家乡，来到了这个海边小镇，在此處，她吸引了所有男人的目光，包括12岁的雷纳托。尽管八卦不断，玛莲娜一直忠于自己的丈夫。而雷纳托悄悄地迷恋上这个女人，跟踪、窥视她的生活，陷入了情欲幻想。
小镇的居民因为玛莲娜的美貌，避之唯恐不及。玛莲娜的生活日渐艰难。
玛莲娜定期去拜访她的父亲，一个快聋的拉丁语教授，去帮他打扫家务。然而一封诽谤信让他们的关系陷入冰点。就在此时，战事恶化，小镇遭到了轰炸，玛莲娜的父亲被炸身亡。失去了庇护的玛莲娜顿时成为了众矢之的。当地牙医的妻子控告玛莲娜与自己的先生有染，但玛莲娜被无罪释放。在法庭上，法官告诉玛莲娜，她的美貌让镇上其他的女士感到不安和威胁。法庭结束后，玛莲娜的律师Centorbi用高昂的律师费胁迫玛莲娜和他发生了关系。这一切却被雷纳托都看到了。
玛莲娜的贫困最终迫使她成为一名妓女。当納粹德軍来到镇上，她也招待他们。当雷纳托看到玛莲娜和两个德国军官在一起，他晕了过去。雷纳托的母亲认为他着了魔，带他去教堂除魔。但雷纳托开明的父亲带他去了妓院。該處，雷纳托把眼前的妓女想象成日思夜想的玛莲娜。
当第二次世界大战结束，当地的妇女当眾羞辱殴打玛莲娜。玛莲娜离开了小镇去了墨西拿。几日之后，Nino Scordia，玛莲娜的丈夫，竟回到小镇寻找玛莲娜。他看到自己的房子被流离失所的难民佔据。雷纳托写信告诉Nino真相：玛莲娜一直爱着他，該等谣言皆都虚假。于是，Nino去墨西拿寻找玛莲娜。一年后，他们驀然回到了小镇。小镇的居民，尤其是那些妇女，惊讶于他们的勇敢。鬼使神差，大家都当做没发生过原来的事情一样和平相处。
影片最后一幕，海滩边，雷纳托帮玛莲娜捡起從袋子掉落的橙子。然后他对玛莲娜说：“祝你好运，夫人。”，接着骑上他的自行车，最后看了一眼玛莲娜。此是影片中雷纳托第一次也是唯一一次与玛莲娜对话。随着屏幕淡出，一把成熟的雷纳托的声音响起：“如此多年来，有很多姑娘都对我说‘勿忘我’，但我都忘了她们。直到今日，只有她，是我永远忘不了。”（意大利语版："Ancora oggi" afferma il giovane ormai vecchio, "è lei l'unica che non ho mai dimenticato"；英语版："Of all the girls who asked me to remember them, the only one I remembered is the one who did not ask."）

## 「會，我會記得妳」片段字幕版本

### 正式英文版字幕
(I pedaled as fast as I could... as if I were escaping) from longing, from innocence, from her.
Time has passed, and I have loved many women.
And as they've held me close... and asked if I will remember them I've said, "Yes, I will remember you."
But the only one I've never forgotten is the one who never asked...
Malèna

### 中文語意
(我盡力地踩腳踏，就好像要)逃離渴望、逃離純真、逃離她。
隨著韶光推進，我戀過許多女人
當她們抱緊我，問我會否記得她們之時候，我總回答「會，我會記得妳」
但，唯一我從未忘記者，從未問過....
Malèna

## 角色
- 蒙妮卡·貝露琪 饰 玛莲娜
- Giuseppe Sulfaro 饰 雷纳托
- Luciano Federico 饰 雷纳托父亲
- Matilde Piana 饰 雷纳托母亲
- Pietro Notarianni 饰 玛莲娜父亲
- Gaetano Aronica 饰 玛莲娜丈夫

## 奖项
获奖
- 意大利电影新闻记者协会：銀緞帶獎 2001年
- 意大利电影金像奖：最佳摄影 2001年

提名
- 奥斯卡奖：最佳摄影、最佳原创音乐 2001年
- 意大利电影新闻记者协会：最佳服装、最佳剪辑、最佳制作
- 金球奖：最佳外语片、最佳原创音乐
- 英国电影和电视艺术学院：最佳外语片
- 柏林国际电影节：金熊奖
- 欧洲电影奖：最佳女演员、最佳导演
- 拉斯维加斯影评人协会奖：Sierra Award, 最佳外语片
- 费城影评人协会奖：PFCS Award, 最佳外语片
- 卫星奖：金卫星奖、最佳外语片、最佳原创音乐（Ennio Morricone）
- Vihari Award：年度最具魅力女演员